# チャラテナンゴ県
チャラテナンゴ県(チャラテナンゴけん、スペイン語：Departamento de Chalatenango)は、エルサルバドル北西部の県。2016年の人口は20万3115人で14県中11位。チャラテナンゴ県(スペイン語：Departamento de Chalatenango)は、エルサルバドル北西部の県。
2016年の人口は20万3115人で14県中11位。
面積は2016.6km2で、14県中5位。
人口密度は100.7人/km2。
県都はチャラテナンゴ。

## 人口
- 1992年9月27日：17万7320人
- 2007年6月30日：19万8049人
- 2012年6月30日：19万7517人
- 2016年6月30日：20万3115人

## 隣接県
- 北：オコテペケ県
- 北東：レンピーラ県
- 東：カバーニャス県
- 南東：クスカトラン県
- 南：サン・サルバドル県
- 南西：ラ・リベルタ県
- 西：サンタ・アナ県

## 観光
- Las Matras考古学遺跡：先史時代の洞窟壁画が残っている。
- 11月5日水力発電ダム
- エル・ピタル山：標高2730m

## 経済

### 農業
- 穀物
- エネケン
- 珈琲
- 果物
- 野菜

### 畜産
- 馬
- 牛

### その他
- 漆喰
- 金
- 石灰
- 粘土鉛
- 銀
- 亜鉛

## 歴史
1790年頃、ヌエバ・エスパーニャのエルサルバドル州知事のフランシスコ・ルイス・エクトル・デ・カロンデレトは、現地人のインディゴ産業が衰退していると報告した。
彼は貧しいスペイン人を大量に入植させた為、現在でも多くの金髪の白人が暮らしている。
1855年2月14日、チャラテナンゴ県が設置された。
1980年代、ファラブンド・マルティ民族解放戦線 (FPL) の根拠地が置かれた。

## 主要都市

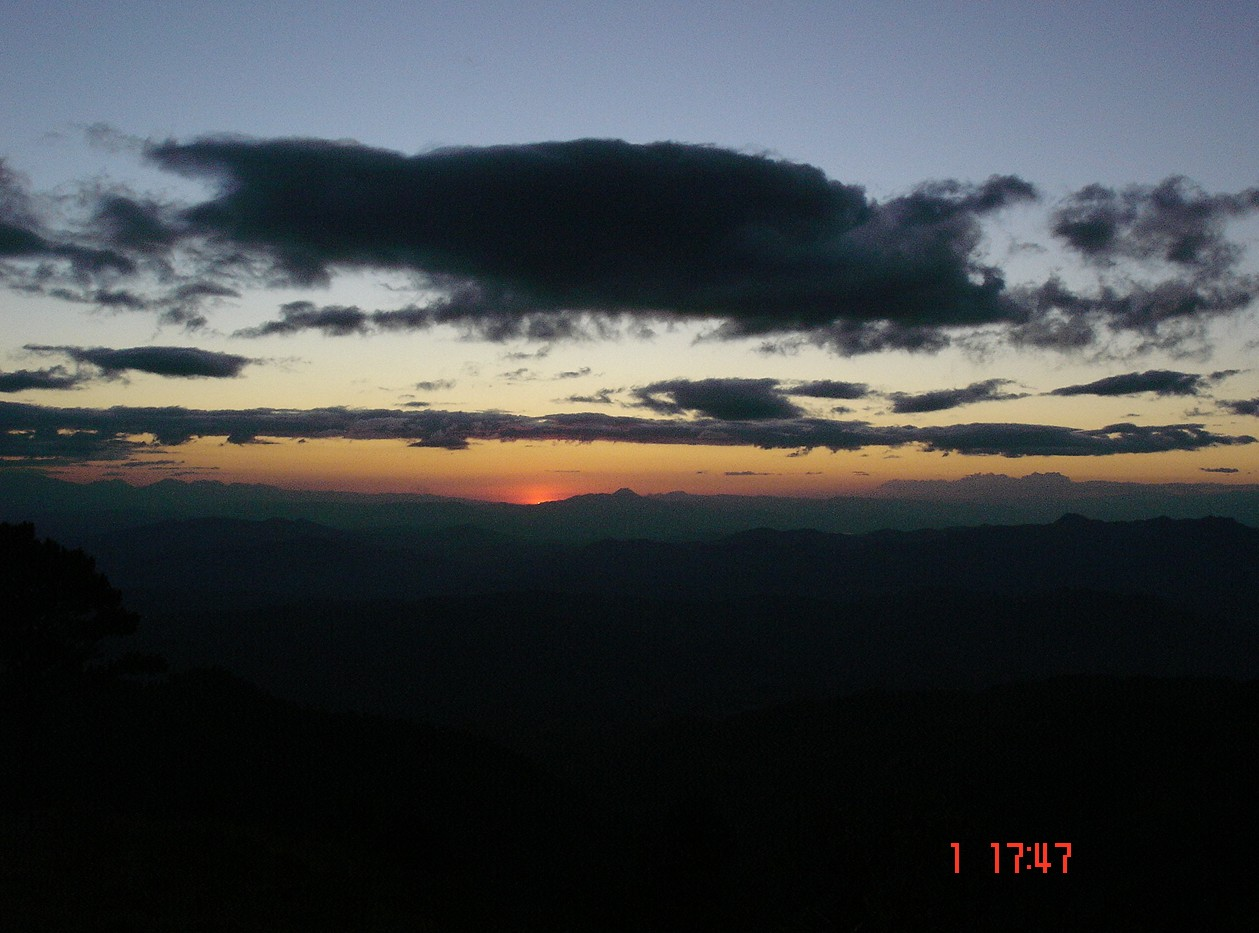
ラ・パルマ

人口は2016年6月30日の値。
1. チャラテナンゴ（英語版）：3万1077人(県都)
2. ヌエバ・コンセプシオン（英語版）：3万738人
3. テフトラ（英語版）：1万4672人
4. ラ・パルマ（英語版）：1万3678人
5. エル・パライソ（英語版）：1万3085人
6. ラ・レイナ（英語版）：1万164人